# آسيا أندرابي
آسيا أندرابي من مواليد 1963 هي كشميرية وزعيمة ومؤسسة حركة دختران ميلات (بنات الملة). وهي حركة إسلامية خاصة بالنساء والشابات تابعة لمؤتمر حريات جميع الأحزاب في وادي كشمير، اعتبرتها حكومة الهند كمنظمة إرهابية محظورة. تدعو الحركة للعمل من أجل استقلال كشمير عن الهند.
تزوجت آسيا أندرابي من قاسم فاكتو (عضو مؤسس في حزب المجاهدين) في عام 1990، وسُجِنَ زوجها منذ عام 1992، وبمرور الوقت أصبحت زعيمة أكبر شبكة من «النساء الجهاديات» في كشمير.
شاركت آسيا أندرابي في العديد من الاحتجاجات في وادي كشمير، واشتهرت بدعم مسرات علام في انتفاضة الحجارة 2010 في كشمير، ورفعت العلم الباكستاني وغنت النشيد الوطني الباكستاني في كشمير في 25 مارس 2015. وفي 12 سبتمبر 2015 قامت بذبح بقرة على الشريعة الإسلامية وصورت ذبحها للبقرة في شريط فيديو في محاولة لتحدي الحظر المفروض من قبل الحكومة الهندية على بيع لحوم البقر في جامو وكشمير.
في 6 يوليو 2018 تم اعتقال آسيا من قبل وكالة التحقيقات الوطنية الهندية، بتهمة «شن حرب ضد الهند» وممارسة أنشطة غير قانونية.